# 上杜柯乡
上杜柯乡，是中华人民共和国四川省阿坝藏族羌族自治州壤塘县下辖的一个乡镇级行政单位。

## 行政区划
上杜柯乡下辖以下地区：
西穷村、鱼托村、吾克基村、吉拉村和日柯村。